# George Washington Whistler

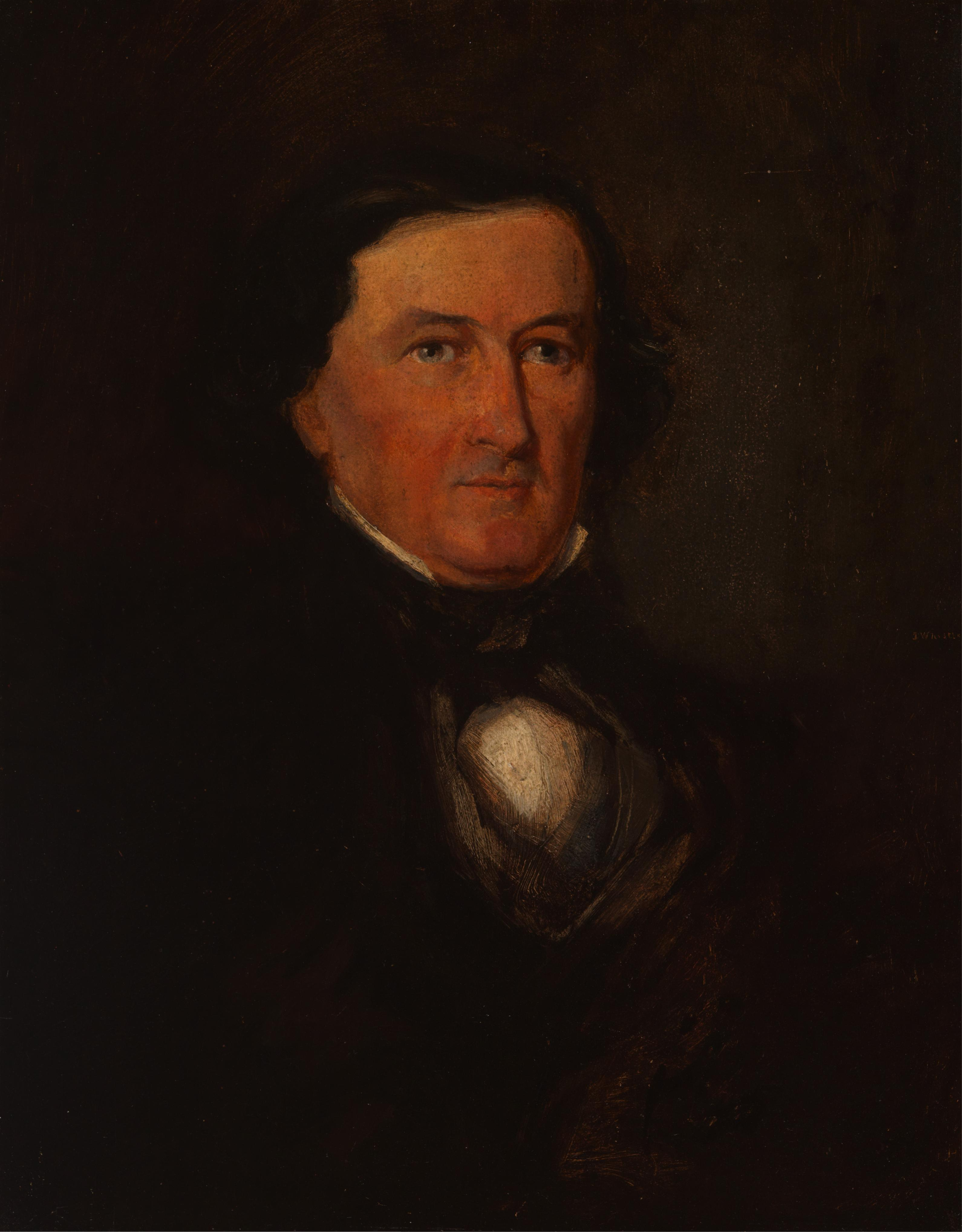
Porträt von Henry Inman (1843)

George Washington Whistler (* 19. Mai 1800 in Fort Wayne; † 7. Apriljul. / 19. April 1849greg. in St. Petersburg) war ein US-amerikanischer Eisenbahningenieur.

## Leben
Whistler, Sohn des US-Offiziers John Whistler, durchlief seine Offiziersausbildung in der United States Military Academy mit Abschluss 1819 und diente dann in der Artillerie, wo er sich als Topograf und Eisenbahn-Ingenieur betätigte. 1833 nahm er seinen Abschied.
Whistler begann seine Laufbahn als Eisenbahningenieur 1833 in Stonington (Connecticut) bei der New York and New Haven Railroad mit James B. Francis als Assistent. 1834 wechselten beide zu der Gesellschaft The Proprietors of Locks and Canals des Merrimack Rivers in Lowell (Massachusetts). 1835 wurde Whistler Chefingenieur. In Lowell wurden seine Söhne: James McNeill Whistler, der Maler wurde, und William McNeill Whistler, der Sanitätsoffizier in der Confederate States Army wurde, geboren. 1835 arbeitete er mit Patrick Tracy Jackson zusammen, um den Bau der Boston and Lowell Railroad zu beginnen. Im gleichen Jahr plante er die Boston and Providence Railroad mit dem Canton Viaduct. 1837 verließ Whistler Lowell, nachdem er James B. Francis dort zu seinem Nachfolger gemacht hatte. Sein Haus in Lowell ist nun das Whistler House Museum of Art, das seinem Sohn James McNeill Whistler gewidmet ist.
Whistler wechselte zur Baltimore and Ohio Railroad, die ihn zunächst zur weiteren Ausbildung nach England schickte. Er war dann am Bau mehrerer Eisenbahnstrecken in den USA beteiligt, beispielsweise am Bau der Paterson and Hudson River Railroad, der New York, Providence and Boston Railroad und der Boston and Albany Railroad.
1842 wurde Whistler von Pawel Petrowitsch Melnikow als Berater für den Bau der Bahnstrecke Sankt Petersburg–Moskau, der ersten Ferneisenbahn in Russland, nach St. Petersburg geholt mit einem Jahresgehalt von 12000 US-Dollar. Ihm wird die gewählte Spurweite von 5 Fuß zugeschrieben, die dann Standard in Russland wurde. Neben Melnikow waren am Bau die Ingenieure Nikolai Ossipowitsch Kraft und Dmitri Iwanowitsch Schurawski beteiligt. Neben dem Eisenbahnbau half Whistler beim Bau der St. Petersburger Blagoweschtschenski-Brücke über die Newa und leitete Befestigungsarbeiten in Kronstadt. Auch beschäftigte er sich mit Plänen zur Verbesserung der Schifffahrt auf der Nördlichen Dwina bei Archangelsk.
Wegen des Ausbruchs der Cholera in Südrussland schickte Whistler 1847 seine Familie nach Kingston upon Hull. Er selbst blieb und starb an Herzinsuffizienz vor Abschluss des Baus dieser Eisenbahn. Nach der Begräbnisfeier in der St. Petersburger Anglikanischen Kirche wurde seine Leiche mit Genehmigung des Zaren Nikolaus I. auf einer russischen Barke nach Kronstadt gebracht, von wo sie dann mit einem US-amerikanischen Schiff nach Boston gebracht wurde. Sein Grab fand Whistler schließlich auf dem Green-Wood Cemetery in Brooklyn. Als Nachfolger Whistlers wurde aus den USA Tompson S. Brown geholt, der am Bau der Bahnstrecke Sankt Petersburg–Moskau bis zum Abschluss mitwirkte.

## Ehrungen
- Russischer Orden der Heiligen Anna II. Klasse (1847)[8]